# كريستيان أوغستين
كريستيان أوغستين (بالألمانية: Christian Friedrich Bernhard Augustin) (و. 1771 – 1856 م) هو مؤرخ، وعالم عقيدة، وكاتِب، من ألمانيا، ولد في غرونينغن، توفي عن عمر يناهز 85 عاماً.